# Henrik Englund
Henrik Kenth Wilhelmsson Englund (Estocolmo, Suecia, 25 de noviembre de 1983), más conocido como Henrik Englund o GG6, es un músico sueco, conocido por haber sido uno de los tres vocalistas de la banda de death metal melódico/metalcore Amaranthe tras la salida de Andreas Solveström y por ser, desde el año 2000, el vocalista de la banda Scarpoint.

## Discografía

### Con Scarpoint

#### Álbumes de estudio
- The Silence We Deserve (2007)
- The Mask of Sanity (2011)

### ConAmaranthe

#### Álbumes de estudio
- Masive Addictive (2014)
- Maximalism (2016)
- Helix (2018)
- Manifest (2020)